# 3% (2.ª temporada)
A segunda temporada de 3%, série brasileira de drama e ficção científica da Netflix, estreou em 27 de abril de 2018 com 10 episódios. A série foi desenvolvida por Pedro Aguilera e a direção foi de Philippe Barcinski, Daina Giannecchini, Jotagá Crema e Dani Libardi. 
A série conta com João Miguel, Bianca Comparato, Michel Gomes, Rodolfo Valente, Vaneza Oliveira, Samuel de Assis, Cynthia Senek, Laila Garin, Thais Lago e Bruno Fagundes.

## Sinopse
O Processo 105 está a apenas sete dias de seu início. Todo mundo no Maralto e no Continente está se preparando ansiosamente. Mas, desta vez, a Causa está disposta a qualquer medida, não importa quão violenta, para prevenir o Processo de acontecer. Joana, Michele, Fernando e Rafael estão no meio deste conflito e agora devem escolher – de que lado estão?

## Elenco e personagens

### Principal
- João Miguel como Ezequiel (7 episódios)
- Bianca Comparato como Michele Santana (10 episódios)
- Vaneza Oliveira como Joana Coelho (10 episódios)
- Rodolfo Valente como Rafael Moreira (10 episódios)
- Michel Gomes como Fernando Carvalho (10 episódios)
- Samuel de Assis como Silas (6 episódios)
- Cynthia Senek como Glória (8 episódios)
- Laila Garin como Marcela (10 episódios)
- Bruno Fagundes como André Santana (7 episódios)
- Thais Lago como Elisa (6 episódios)

#### Participações especiais
- Fernanda Vasconcellos como Laís Vivalva (3 episódios)
- Maria Flor como Samira (3 episódios)
- Silvio Guindane como Elano (3 episódios)
- Zezé Motta como Nair (3 episódios)
- Mel Fronckowiak como Júlia (2 episódios)
- Celso Frateschi como O Velho (4 episódios)

### Elenco de apoio
- Viviane Porto como Aline (2 episódios)
- Luciana Paes como Cássia (6 episódios)
- Rafael Lozano como Marco Álvares (4 episódios)
- Leonardo Garcez como Daniel (1 episódio)
- Roberta Calza como Ivana (4 episódios)
- Ediane Sousa como Camila (1 episódio)
- Thiago Amaral como Álvaro (1 episódio)
- Marina Mathey como Ariel (3 episódios)
- Amanda Magalhães como Natália (3 episódios)

## Produção
Em 17 de julho de 2017, a Netflix anunciou que a segunda temporada da série estava começando a ser gravada, e divulgou os novos membros do elenco da segunda temporada. As cenas externas do Maralto na segunda temporada foram filmadas no Instituto Inhotim, em Brumadinho. A maior parte das cenas filmadas em Inhotim concentra-se nos jardins centrais - principalmente no local onde está a estátua do "Casal Fundador", inserida em CGI. Mas três outros pavilhões também serviram como locações de filmagem: Pavilhão Adriana Varejão (onde os personagens acessam o submarino), Cosmococas, de Hélio Oiticica (o centro militar) e Pavilhão Sônico, de Doug Aitken (onde ocorre a reunião do conselho).

## Episódios
| N.º na série | N.º na temp. | Título                    | Dirigido por       | Escrito por                                   | Lançamento          |
| --- | ------------ | ------------------------- | ------------------ | --------------------------------------------- | ------------------- |
| 9 | 1            | "Capítulo 01: Espelho"    | Philippe Barcinski | Denis Nielsen & Pedro Aguilera                | 27 de abril de 2018 |
| Em um flashback, a existência de um Trio Fundador responsável pela construção do Maralto é revelada, mas uma das mulheres foi morta e o casal restante se autodenominou o Casal Fundador. No Continente, Joana junta-se à Causa. Ela e outro recruta recebem um desafio para que cada um crie três cápsulas suicidas de sapos venenosos; ambos falham devido à recusa de Joana em ajudar o parceiro. No entanto, Joana ajuda Silas a encontrar um bilhete secreto do Velho sobre o que fazer em caso de morte. O plano envolve roubar fertilizante de Gerson. Eles têm sucesso, embora Joana seja baleada e eles acionem um alerta de vigilância ao fazê-lo. Joana fica sabendo mais tarde que a Causa planeja plantar uma bomba no próximo Processo e reluta em aceitar que está disposta a matar tantos inocentes. No Maralto, André, irmão de Michele, é mantido prisioneiro como o primeiro assassino da história do Maralto. Ezequiel se oferece a garantia de liberdade de seu irmão se Michele trabalhar em seu plano e criar um novo teste para o Processo. O teste é um labirinto de paredes transparentes e espelhadas que se movem em padrões imprevisíveis, mas Ezequiel rapidamente desenvolve maneiras de encontrar a saída, até mesmo conseguindo prendê-la lá dentro. Enquanto isso, enfrentando forte oposição da chefe de segurança do Processo, Marcela, que o desdenha por ter comandado Processos que aprovaram André (suspeito de homicídio) e Michele (ex-integrante da Causa). Seguindo as ações de Joana e Sila, Ezequiel incumbe Michele de se infiltrar na Causa e estragar seus planos. |              |                           |                    |                                               |                     |
| 10 | 2            | "Capítulo 02: Torradeira" | Daina Giannecchini | Ivan Nakamura                                 | 27 de abril de 2018 |
| Após sua chegada no Maralto, Rafael tenta construir um rádio para entrar em contato com a Causa, mas falha porque as peças do Maralto estão muito avançadas para o que ele precisa. Em uma festa de namoro, Rafael parece desinteressado, até rejeita uma moça que é "87% compatível", mas fica com a enfermeira Elisa, 1,4% compatível. Rafael usa peças da torradeira antiga de Elisa e constrói o rádio com sucesso, mas ainda não consegue entrar em contato com a Causa. Elisa pega Rafael pelo rádio, mas resolve desligá-lo, informando sobre o bloqueio de frequência na área. Rafael treina para se tornar soldado do Processo, e consegue passar na missão de treinamento após implorar por uma segunda chance. O teste envolveu (inicialmente sem o seu conhecimento) uma simulação em que ele é capturado e torturado para confessar sua verdadeira lealdade; ele não revela sua conexão com a Causa, mesmo quando Elisa é executada na frente dele. Foi tudo um plano que Marcela preparou para garantir que ele fosse leal ao Maralto. No Continente, Joana e Silas discutem sobre o plano da Causa. Fernando trabalha como técnico de rádio nas pregações do pai e ajuda os candidatos no treinamento para o Processo. Sua amiga de infância Glória está completando 20 anos este ano e planeja participar do próximo processo. Posteriormente, Joana busca a ajuda de Fernando para encontrar um plano melhor para interromper o Processo. |              |                           |                    |                                               |                     |
| 11 | 3            | "Capítulo 03: Estática"   | Daina Giannecchini | André Sirangelo                               | 27 de abril de 2018 |
| Fernando sonha que Glória seja a portadora de bombas do Processo. Ezequiel instrui Michele a continuar fingindo ser uma infiltrada da Causa para localizar os líderes e obter informações sobre seu plano de bombardeio. Durante as inscrições para o próximo Processo, Fernando tenta alertar Glória e implora para que ela não entre no Processo, ao que Glória insiste, dizendo que prefere morrer a ser desistente como ele. Nos bairros da Causa, os membros recebem sinais de rádio de Michele, mas Silas e Ivana (outro membro importante da Causa) brigam pela credibilidade da infiltrada, culminando com Silas destruindo o rádio. Joana leva o aparelho a Fernando e, enquanto o conserta, ele estuda um cadastro e faz um plano para interromper o Processo apagando todos os dados dos candidatos. Rafael é destacado para construir o Processo e dopa seu colega para assumir seu posto na ACU, onde vê Michele disfarçada. Rafael então finge ser atacado para destruir sua câmera e seguir Michele. Glória vê Fernando trabalhando com Joana e termina a amizade com Fernando. Fernando encontra Michele após decodificar seus sinais de rádio e fogem juntos quando Silas tenta atirar em ambos. Eles correm para um armazém abandonado, onde estão Joana, Ivana e Rafael, e se mantêm sob a mira de uma arma, sem saber que Ezequiel está ouvindo sua conversa através do registro de Michele e suas identidades como membros da Causa agora estão expostas. |              |                           |                    |                                               |                     |
| 12 | 4            | "Capítulo 04: Guardanapo" | Philippe Barcinski | André Sirangelo                               | 27 de abril de 2018 |
| Ivana e Joana amarram Michele e Rafael em salas diferentes para interrogá-los, fazendo-os inalar um gás que causa alucinações. Sob a orientação de Ezequiel, Michele evita com sucesso se expor como traidora (chegando a revelar a ligação passada de Ezequiel com a Causa) e faz Joana e Fernando acreditarem nela, embora Ivana ainda confie em Rafael. Rafael admite ter se apaixonado por uma cidadã do Maralto e revela sua política de esterilização. Marcela, acreditando que Rafael foi atacado e sequestrado pela Causa, logo chega com suas forças armadas para resgatá-lo. Michele planeja trair Ezequiel e fugir com Joana e os outros, mas ele permite que André se comunique com ela, fazendo com que ela recue. Ezequiel então a instrui a escapar por uma passagem secreta enquanto Ivana faz Rafael matá-la para que Rafael continue com sua pretensão de ser um membro leal do Maralto. Marcela relata a situação para Cássia, que diz que tem algo a revelar sobre Ezequiel e Michele. Joana vê Rafael matar Ivana e seu mal-entendido sobre ele se aprofunda. |              |                           |                    |                                               |                     |
| 13 | 5            | "Capítulo 05: Lampião"    | Philippe Barcinski | Ivan Nakamura, Juliana Rojas & Pedro Aguilera | 27 de abril de 2018 |
| Michele decide trair Ezequiel, mentindo para ele sobre o bug de vigilância de áudio enquanto retransmitia mensagens para Joana escrevendo em papéis, sem perceber que Ezequiel descobriu o que ela está fazendo. Rafael decide delatar Michele para Marcela, vendo como ela estava pronta para traí-lo durante o interrogatório. Silas chega abruptamente ao esconderijo onde estão Joana e Michele, e está prestes a matar Michele quando Ezequiel aparece, alegando que ele está lá para salvar a Causa. Em um flashback, é mostrado a época em que Ezequiel era um jovem ambicioso e ansioso para se infiltrar no Maralto, um plano que ele mesmo criou. Quando o Velho lhe diz que não foi selecionado, Ezequiel fica furioso porque a Causa questiona sua lealdade, joga uma lâmpada acesa no Velho e foge. Após passar no Processo, Ezequiel se apaixona por Júlia, mas ela comete o primeiro suicídio do Maralto por não poder ver o filho que está no Continente. Consumido pela dor, Ezequiel assume a responsabilidade de destruir o Maralto. De volta ao presente, Cássia e Marcela invadem a estação de Ezequiel e ouvem sua conversa com os integrantes da Causa no esconderijo. Ezequiel revela que quer derrubar o Processo e os membros do Conselho, criando um Novo Mundo onde não há divisão. Ezequiel também revela que ditou o bilhete do Velho para ele escrever, o que significa que bombardear o Processo é ideia dele, e que o frasco que Michele carrega não serve para detonar a bomba, mas para escondê-la dos scanners de segurança. Joana e Michele são fortemente contra a ideia de ferir inocentes, mas Silas concorda com Ezequiel. Enquanto Ezequiel e Michele voltam para os aposentos do Processo, Marcela já enviou tropas para capturar os membros da Causa. Ezequiel é morto por Marcela, que passa a arquitetar a Causa para isso, e assume o papel de Ezequiel como Líder do Processo. Michele se vê incapaz de retornar ao Maralto, pois acredita-se que ela seja cúmplice de Ezequiel. |              |                           |                    |                                               |                     |
| 14 | 6            | "Capítulo 06: Garrafas"   | Dani Libardi       | Guilherme Freitas                             | 27 de abril de 2018 |
| Após a morte de Ezequiel, os cidadãos do Continente são incentivados a enviar dicas sobre a Causa e os participantes do Processo terão uma vantagem para fazê-lo. Isso causa inquietação entre os cidadãos. Entre o ódio e o medo pela Causa, Joana observa que a Causa provavelmente não é culpada pela morte de Ezequiel, e Fernando sugere que revele o processo de esterilização aos cidadãos na esperança de fazê-los reconsiderar a adesão ao Processo enquanto Joana e Michele discutem sobre maneiras de parar o bombardeio. Enquanto isso, Glória fica nervosa com o próximo Processo. Por meio de um aparelho que roubou da cabine de registro, Fernando anuncia a verdade sobre o ritual de "purificação" que é a esterilização das células reprodutoras humanas, ao público, o que gera confusão e dúvidas no Continente. Um soldado do Maralto se aproxima de Glória para instigá-la a trair Fernando em troca de uma vantagem no Processo. Enquanto isso, Joana e Michele roubam a bomba de Silas com sucesso, mas Michele trai a Causa para seu irmão ao dar a bomba para Marcela. No retorno ao Maralto, Marcela instrui Cássia a buscá-la quando ela chegar. Glória encontra Fernando em segredo e briga com ele, acabando por chegar a um acordo e os dois se beijam. É revelado que Fernando perdeu a capacidade de andar ao cair de um prédio ao brincar com Glória quando eram crianças, embora ela tivesse a chance de alertá-lo sobre o tijolo solto que causou sua queda. Ele diz a ela que sempre soube porque a mãe dela lhe contou o que aconteceu. Os militares do Maralto encontram Fernando e ele é preso, achando que Glória o traiu. Encarregado de revistar Fernando, Rafael permite que ele passe na checagem de segurança com um rádio escondido. Joana também é capturada, mas pela milícia comandada por Gerson, pai da criança que ela matou antes dos acontecimentos da primeira temporada. |              |                           |                    |                                               |                     |
| 15 | 7            | "Capítulo 07: Névoa"      | Jotagá Crema       | Teodoro Poppovic                              | 27 de abril de 2018 |
| Elisa pede que Rafael volte para o Maralto com ela, preocupado com o recente incidente de "sequestro", mas Rafael recusa. Enquanto Fernando permanece trancado em uma cela, Rafael se aproxima dele e insiste que ele não traiu a Causa, embora todos os membros da Causa já acreditem fortemente no contrário. Michele retorna ao Maralto e é submetida a um teste de simulação para limpar suas memórias sobre a verdade da morte de Ezequiel, mas resiste e consegue acordar, deixar Cássia inconsciente, libertar o irmão e fugir com ele. Na cabine de registro, Elisa atende um homem que se recusa a cooperar e fica surpresa ao ver seu rosto. Acontece que Elisa havia descoberto há muito tempo sobre a identidade falsa de Rafael (seu nome verdadeiro é Tiago) e quando ela o confrontou, Rafael acabou ocultando a verdade sobre a Causa dela. Ela reconhece este homem, o verdadeiro Rafael, e o liberta, que agora está assumindo uma identidade falsa. Quando Rafael vai até a cabine de registro para saber como é o processo de armazenamento de dados de Elisa, ela fica chateada com ele e é revelado que seu irmão, o verdadeiro Rafael, havia roubado a identidade de seu outro irmão mais novo. Como Elisa conta a Rafael que ele iniciou uma "tradição" dentro de sua família e que ela tem pena de seu irmão mais novo, que não terá de quem roubar o registro, um membro da Causa aparece de repente e tenta matar Rafael, mas Rafael o mata primeiro, não sem ferir Elisa. Elisa sobrevive e implora a Rafael que a siga e volte para Maralto, ao que ele concorda apenas em deixá-la no final. Joana consegue se libertar do cativeiro. Ao tentar escapar do complexo da milícia, Joana esbarra em Marco, que se revela vivo após sua falha no Processo anterior. |              |                           |                    |                                               |                     |
| 16 | 8            | "Capítulo 08: Sapos"      | Dani Libardi       | Denis Nielsen                                 | 27 de abril de 2018 |
| Marco acorrenta Joana, cuspindo palavras de ódio contra ela por sentir que foi Joana quem lhe trouxe a miséria. Em um flashback, Marco é mostrado sendo atendido pela equipe médica do Maralto após ser mutilado por portas pesadas durante o Processo. Ele foi mandado de volta para o Continente depois de receber uma prótese de pernas e uma bengala, mas estava com vergonha de voltar para sua família e tentou se juntar à milícia. Depois de surpreender Gerson e passar no teste de admissão, ele consegue uma vaga, mas depois de dez meses, ainda é tratado como criado. Gerson planeja executar Joana publicamente, mas ela convence Marco a deixá-la ir. Quando Gerson o confronta sobre isso, Marco o mata, assume a milícia e volta para casa, afirmando que vai mandar lá a partir de agora. Ele também marca um encontro com Marcela, que se revela ser sua mãe. Ele oferece a ela informações vitais sobre o novo plano da Causa em troca de uma segunda chance no Processo. Instruída por Fernando, que consegue usar o rádio que Rafael ignorou, Joana vai ao porão dos sapos ao encontro de Rafael mas vê Silas e é revelado que Silas vendeu Joana para obter mais fertilizante. Rafael chega e Silas ia atirar nele quando Joana empurra Silas para dentro do tanque de sapos, e ele morre com o veneno. Enquanto isso, Michele e André correm para um esconderijo ligado ao Casal Fundador para evitar a perseguição de Cássia. Depois de lutar com sua memória, André se lembra da senha e eles localizam uma sala com três cadeiras com vista para o oceano. |              |                           |                    |                                               |                     |
| 17 | 9            | "Capítulo 09: Colar"      | Jotagá Crema       | Juliana Rojas                                 | 27 de abril de 2018 |
| Em flashbacks, o Trio Fundador, Laís, Vítor e Samira, trabalhavam num projeto de criação de uma utopia para todos viverem, patrocinada pelos ricos e poderosos. O resto da população vive em estados terríveis e está à beira de uma guerra civil. O pai de Samira é um dos patrocinadores e pede ao Trio que agilize a migração, embora o Maralto ainda não esteja pronto para sustentar a grande população. Ele sugere que os cientistas que estão na ilha saiam e o Trio se recusa a obedecer, dizendo que o Maralto é para pessoas competentes e não para ricos idiotas manipularem sua entrada. Ao bloquear o acesso à ilha, Samira negocia e solicita os patrocinadores construir uma unidade de apoio ao Maralto no Continente. Porém, Laís e Vítor não querem voltar ao Continente e recomeçar tudo do zero e propõem explodir a central do Continente para destruir os dados bancários, fazendo com que os ricos percam o seu estatuto. Eles discutem e Samira é morta. A Laís e o Vítor prosseguem o seu plano, formando o conhecido Casal Fundador e uma nova forma de governo. No presente, Michele conhece o Trio Fundador e André recupera a memória - conhecia o Trio Fundador mas defendia a ideologia do Casal Fundador, por isso cometeu um homicídio: matou o seu mentor Olavo quando queria informar o Conselho sobre a verdade. Posteriormente, Marcela o submeteu ao procedimento de supressão de memória usado com Michele no penúltimo episódio para esconder a verdade e ele foi posteriormente preso. Michele diz que o Maralto e o Processo devem terminar e vai embora após ouvir o plano de Rafael pelo comunicador, usando o colar que ela coletou do esqueleto de Samira, que contém uma pequena concha. Rafael contrabandeia Joana para a instalação do Processo e passa um anel para Fernando para romper e destruir a fonte de alimentação, desligando câmeras de segurança para que Joana destrua os dados enquanto Rafael destrói o backup. Eventualmente, Fernando descobre que foi seu próprio pai que o vendeu para os agentes. |              |                           |                    |                                               |                     |
| 18 | 10           | "Capítulo 10: Sangue"     | Philippe Barcinski | Guilherme Freitas                             | 27 de abril de 2018 |
| Marcela reforça a segurança, mas Fernando consegue cumprir sua parte com sucesso sem ser detectado. No entanto, Joana é perseguida por Marco e Fernando tem que assumir o seu papel. Fernando se corta para deixar seu sangue contaminar os dados e fica muito fraco por perder muito sangue. Joana fica presa no labirinto de vidro de Michele, onde ela confronta e nocauteia Marco. Ao acordar, Marcela diz que foi sua "segunda chance" e o expulsa do prédio do Processo, julgando-o indigno. Ele é visto pela última vez destruindo objetos em sua casa, incluindo o retrato de sua mãe. Joana resgata Fernando e se esconde com ele. Enquanto isso, Rafael tem problemas para acessar a sala de dados de backup, mas Michele aparece e afirma que quer ajudá-los, abrindo as portas com o colar. No entanto, como eles estão na sala, Michele deixa Rafael inconsciente. Ela então passou a mover os dados de backup para outro dispositivo de armazenamento. Ao mesmo tempo, Marcela consegue restabelecer o fornecimento de energia, mas todos os dados já foram apagados. O descontentamento começa a aumentar entre os participantes do Processo, pois eles são impedidos de entrar devido à perda de dados e eles invadem as instalações, entrando em conflito com Marcela e seus agentes. Joana e Fernando aproveitam para fugir do caos. Michele vai se encontrar com a conselheira Nair para fazer um acordo pelos dados de backup. Sem saber que Michele sabotou o plano, Joana e Fernando comemoram com a Causa. Rafael recobra a consciência e entra em contato com Joana, informando-a sobre a sabotagem e que o Processo estará em andamento. Depois de uma discussão de socos dolorosos um no outro, Rafael parece estar farto de tudo e volta para buscar um reencontro com Elisa. De volta às instalações do Processo, os manifestantes estão prestes a ser mortos a tiros quando a Conselheira Nair anuncia o início do Processo 105. É revelado que Michele fez um acordo para manter os dados e divulgá-los apenas uma vez por ano durante o Processo, em troca de suprimentos do Maralto para o Continente. Marcela zomba cruelmente de Marco por ter falhado mais uma vez. Os candidatos do Processo fazem seus testes. Joana queima o corpo de Silas. Rafael conta tudo para Elisa. Michele convida Fernando para ajudá-la em seu plano final - usar os suprimentos para construir um terceiro e novo local como uma alternativa para o Continente e o Maralto: a Concha. |              |                           |                    |                                               |                     |